# Eric Winter
Eric Barrett Winter (La Mirada, 1976. július 17. –) amerikai színész és egykori divatmodell.

## Filmográfia

### Film
| Év   | Eredeti cím                               | Szerep         | Magyar cím                        |
| ---- | ----------------------------------------- | -------------- | --------------------------------- |
| 2004 | Back When We Were Grownups                | Hunk           |                                   |
| 2005 | The Magic of Ordinary Days                | Walter         |                                   |
| 2006 | Break-In                                  | Cameron        |                                   |
| 2008 | Harold & Kumar Escape from Guantanamo Bay | Colton Graham  | Kalandférgek 2. – Öbölből vödörbe |
| 2009 | The Ugly Truth                            | Colin Anderson | A csúf igazság                    |
| 2010 | Sundays at Tiffany's                      | Michael Friend |                                   |
| 2012 | Fire with Fire                            | Adam           | Tüzes bosszú                      |
| 2014 | Comet                                     | Josh           | A szerelem üstököse               |
| 2015 | Dead End                                  |                |                                   |
| 2017 | Finding Santa                             | Ben            |                                   |
| 2019 | Taste of Summer                           | Caleb          |                                   |

### Televízió
Televíziós szerepei Tim Bradford  az ABC Az újonc című sorozatában (2018-tól), Rex Brady az NBC-szappanoperában, az Ármány és szenvedélyben, Craig O'Laughlin FBI különleges ügynök a CBS A mentalista című drámasorozatában (2010–2012) és Dash Gardiner a Született boszorkányok című Lifetime fantasy-dráma sorozatban (2013–2014).